# 安沙·阿巴斯
安沙·阿巴斯（Ansar Abbas，1989年3月15日—）是巴基斯坦军队足球俱乐部的一名中场球员，因在26场比赛中打入15个进球而获得2018－19赛季巴基斯坦超级足球联赛金靴奖。

## 俱乐部生涯

### 巴基斯坦军队足球俱乐部

#### 2014－15赛季
本赛季是安沙·阿巴斯职业生涯的首个赛季，他的生涯首秀对手，也是军队俱乐部在本赛季的首个对手是巴基斯坦铁路足球俱乐部。在这场处子秀中，他于第24分钟打进一球，也是军队俱乐部该场比赛的第三个进球，最终军队俱乐部以6－0大胜铁路俱乐部。下一场对阵巴基斯坦空军俱乐部的比赛中，他于第65分钟打进了自己的赛季第二个进球，军队俱乐部借此进球获得了胜利。2014年10月15日和穆斯林俱乐部的比赛中，安沙·阿巴斯打进全场唯一的进球，之后连续三场比赛都有进球。11月15日，他在对穆斯林俱乐部的比赛中梅开二度，令球队以3－0完胜对手，但也获得了黄牌。11月29日对阵铁路俱乐部的比赛中，安沙·阿巴斯打进了他在本赛季职业联赛的最后一个进球。
职业联赛以外，安沙·阿巴斯在2015年度全国足球挑战杯中出场的第二场比赛，面对巴基斯坦海军俱乐部打进了他在该杯赛上的首个进球。在对阵水电发展部俱乐部的点球大战中，他获得个人首个点球得分，最终军队俱乐部以5－4战胜水电发展部俱乐部，获得当届杯赛第三名。最终，安沙·阿巴斯在本赛季共计参与了22场比赛，打进8粒进球。

#### 2018－19赛季
安沙·阿巴斯在本赛季巴基斯坦超级联赛中担任队长，在本赛季首次出场对阵水电发展部的比赛中就扳平了比分。2018年11月16日，他完成了自己生涯的首个帽子戏法，在与俾路支俱乐部的比赛中共打进4球，最终以5－0赢得胜利。他在本赛季的最后一个进球是对阵卡拉奇电力俱乐部的比赛中，于第91分钟（伤停补时）射入的绝杀。
本赛季，安沙·阿巴西共出场29次，进球15个。

## 生涯统计
最後更新：2019年1月13日
| 俱乐部             | 赛季     | 联赛                 | 联赛 | 联赛 | 国内杯赛 | 国内杯赛 | 总计 | 总计 |
| 俱乐部             | 赛季     | 赛事                 | 出场 | 进球 | 出场     | 进球     | 出场 | 进球 |
| ------------------ | -------- | -------------------- | ---- | ---- | -------- | -------- | ---- | ---- |
| 巴基斯坦军队俱乐部 | 2014－15 | 巴基斯坦超级足球联赛 | 16   | 6    | 6        | 2        | 22   | 8    |
| 巴基斯坦军队俱乐部 | 2018－19 | 巴基斯坦超级足球联赛 | 26   | 15   | 3        | 0        | 29   | 15   |
| 生涯合计           | 生涯合计 | 生涯合计             | 42   | 21   | 9        | 2        | 51   | 23   |

## 获奖

### 个人获奖
- 2018－19赛季：巴基斯坦足球超级联赛金靴奖（英语：Pakistan Premier League Golden Boot）[2]